# Peter J. Treffler
Peter J. Treffler, auch: Pepe de Sein (* 1955) ist ein deutscher Künstler, Publizist und Verleger.

## Leben
Nach dem Studium der Kartografie an der Technischen Universität Dresden konnte er seinen Beruf in der DDR nicht ausüben; die Kontakte zu polnischen Solidarność führten vor Arbeitsantritt zur Auflösung seines Arbeitsvertrages. Er wurde als Bauleiter in einen sozialistischen Betrieb zwangsvermittelt und konnte trotz politischer Aufsicht später kündigen. In Folge war er noch zeitweise als freier Mitarbeiter für das Büro für architekturbezogene Kunst tätig. Bis zu seiner Ausreise aus der DDR betätigte er sich freiberuflich als Maler, Grafiker und Verleger. Seit dem Wechsel von Ost- nach Westberlin hat er sein künstlerisches Schaffen auf das Gebiet der Fotografie gelegt und publiziert in seinem Fachgebiet.
Treffler lebt in Berlin.

## Wirken
Seit 1982 veröffentlichte er grafische Arbeiten in der inoffiziell erscheinenden Kunst- und Literaturzeitschrift Entwerter/Oder, herausgegeben von Uwe Warnke. Ab 1986 erfolgten erste grafische Publikationen außerhalb der DDR, wie z. B. im Westberliner KKZR Verlag. 1987 gründete er einen eigenen Verlag (Autonom Verlag) und schafft mit der Herausgabe des "Dialog" eine literarische Ost-West-Plattform von Kunstschaffenden in der DDR. Es folgten Veröffentlichungen in Österreich und  Einzelausstellungen in Deutschland (Ambiente: 1989) und Asien (Scratches: 1998 in Si Sa Ket und Views from Berlin: 1999 in Ubon Ratchathani). Zwischen 2002 und 2007 erscheinen Fotobücher im Selbstverlag über England, Teneriffa und Hiddensee.
Er wirkte im Künstlerkreis Westend mit.

## Bibliographie

### Grafiken
als Herausgeber und Verleger
- Dialog. Künstlerbuch. Mit Grafiken von Peter J. Treffler, Thomas Lange, Ina Klopfer und Textbeiträgen von Mitch Cohen, Thomas Günther, Uwe Warnke, Michael Meinicke, Ralf Schmidt. Verlag Autonom, Dresden 1987[1][2][3]
- SCRATCHES. Journal. Mit Beiträgen u. a. von Regina Frank, Joerg Waehner, Anja Knecht, Mohammad Alwahibi, Michael Meinicke, Florian Günther, Hrsg. Freier Berliner Verlag (2015–2016), Hrsg. Pepe de Sein (seit 2017),[4]

in Anthologien und Literaturzeitschriften
- Alptraum – KKZR Anthologie IV. KKZR Verlag 1986. ISBN 978-3-924261-15-3
- Österreichisches Literaturforum IV.3, Wien 1990[5]

- Entwerter/Oder. In verschiedenen Ausgaben zwischen 1982 und 1986[6]

### Fachliteratur (Auswahl)
Beiträge in Fachbüchern
- GIS und Kartographie im Umweltbereich. Herbert Wichmann Verlag 2001. ISBN 3-87907-356-2
- Umweltinformation für Planung, Politik und Öffentlichkeit. Metropolis-Verlag, Band II (2000). ISBN 978-3-89518-307-2
- Hydrologischer Atlas von Deutschland. BMU 2000. ISBN 3-00-005624-6
- Biologie 9/10. Bayerische Schulbuch-Verlag. ISBN 3-7627-4197-2
- Vertieft, begradigt, aufgestaut – Deutschland ein Wasserreich in Geo Magazin

Artikel im Internet
- Georeferenzierung als Mittel zur Erschließung von Fachinformationen im Internet und Intranet. Zusammen mit Wolf-Fritz Riekert. 2002[7]
- Konzept zur Ausrichtung und Anpassung der UBA.gdi an INSPIRE. Zusammen mit Schultz-Krutisch. Signatur GE800092, Dessau-Roßlau 2010[8]
- Towards a green economy with EMAS: German companies are on track with the best environmental performance system. Zusammen mit anderen Verfassern. BMU [Hrsg.], Berlin, 2012[9]
- Feinkonzept zur Umstrukturierung des bestehenden Produktivsystems der UBA.gdi und Erstellung eines Handbuches zur Erfassung von raumbezogenen Metadaten. Zusammen mit Schultz-Krutisch. con terra GmbH [Hrsg.] / UBA [Auftraggeber], Signatur ED300058, Münster, 2013